# Paullinia chocoensis
Paullinia chocoensis är en kinesträdsväxtart som beskrevs av José Cuatrecasas. Paullinia chocoensis ingår i släktet Paullinia och familjen kinesträdsväxter. Inga underarter finns listade i Catalogue of Life.